# La Couleur de la victoire
Pour les articles homonymes, voir Race (homonymie).
Pour plus de détails, voir Fiche technique et Distribution.
La Couleur de la victoire ou 10 secondes de liberté  au Québec (Race) est un film canado-germano-français réalisé par Stephen Hopkins, sorti en 2016.
Il revient sur le parcours de l'athlète Afro-Américain Jesse Owens qui, à lui seul, a contrarié les discours raciaux d'Adolf Hitler et empêché la glorification du Troisième Reich lors des Jeux olympiques d'été de 1936 à Berlin.
Le film reçoit le soutien de la famille Owens, de la Fondation Jesse Owens et du Luminary Group.

## Synopsis
En 1933, en pleine période de ségrégation raciale, Jesse Owens arrive à l'université d'État de l'Ohio pour travailler avec les meilleurs entraîneurs de l'époque. Owens, petit‐fils d'esclave, développe une relation étonnante avec un entraîneur blanc, Larry Snyder. Devenu entraîneur d'avant‐garde, obsédé par la réussite, il ne fait aucune distinction de couleur entre ses protégés, contrairement à ses collègues. Les deux athlètes n'ont qu'un objectif : les Jeux olympiques d'été de 1936 à Berlin.
Devant le racisme dans son propre pays ainsi qu'au cœur de l'Allemagne du Troisième Reich, Jesse Owens bat tous les records de médailles (4 médailles d'or : 100 m, longueur, 200 m, 4x100 m) et prouve qu'un homme seul peut être le grain de sable qui fait déraper une machinerie de propagande monstrueuse que ce soit en Allemagne ou aux États-Unis.
Franklin D. Roosevelt ne félicitera jamais officiellement Jesse Owens et ne reconnaitra pas ses victoires aux jeux.
Jesse Owens dira qu’au moment où il est passé devant sa loge, Hitler s’est levé et lui a fait un signe de la main, auquel il a poliment répondu : « Hitler ne m’a pas snobé, c’est notre Président qui m’a snobé. Le Président ne m’a même pas envoyé un télégramme. »

## Fiche technique
Sauf indication contraire, les informations mentionnées dans cette section peuvent être confirmées par la base de données cinématographiques IMDb,  présente dans la section « Liens externes ».
- Titre original : Race
- Titre français : La Couleur de la victoire
- Titre québécois : 10 secondes de liberté
- Titre allemand : Zeit für Legenden
- Réalisation : Stephen Hopkins
- Scénario : Joe Shrapnel et Anna Waterhouse
- Musique : Rachel Portman
- Direction artistique : David Brisbin
- Costumes : Mario Davignon
- Montage : John Smith
- Photographie : Peter Levy
- Production : Jean-Charles Levy, Luc Dayan, Nicolas Manuel, Karsten Brünig, Kate Garwood, Stephen Hopkins, Thierry Potok, Louis-Philippe Rochon et Dominique Séguin[2]
- Sociétés de production : Forecast Pictures, JoBro Productions & Film Finance, Solofilms et Trinity Race
- Sociétés de distribution : Entertainment One Films (Canada), SquareOne Entertainment (Allemagne) et LFR Films (France)
- Budget : 5 millions de dollars[3],[4]
- Pays de production :  Canada,  Allemagne et  France
- Langues originales : anglais et allemand
- Format : couleur - 2,35:1 - son Dolby Digital
- Genre : biographique, drame, sport
- Durée : 134 minutes
- Dates de sortie :
  - Canada : 11 février 2016 (avant-première à Toronto) ; 19 février 2016 (sortie nationale)
  - Québec : 19 février 2016[5]
  - Belgique, France : 27 juillet 2016
  - Allemagne : 28 juillet 2016

## Distribution
- Stephan James (VF : Namakan Koné ; VQ : Gabriel Lessard) : Jesse Owens
- Jason Sudeikis (VF : Thierry Kazazian ; VQ : Tristan Harvey) : Larry Snyder
- Jeremy Irons (VF : Féodor Atkine ; VQ : Jean-Luc Montminy) : Avery Brundage
- Carice van Houten (VF : Katja Krüger ; VQ : Mélanie Laberge) : Leni Riefenstahl
- William Hurt (VF : Gabriel Le Doze ; VQ : Jean-Marie Moncelet) : Jeremiah T. Mahoney (de)
- Shanice Banton (VF : Célia Asencio ; VQ : Annie Girard) : Ruth Solomon-Owens
- Amanda Crew (VQ : Kim Jalabert) : Peggy
- Jeremy Ferdman (en) (VF : Fabrice Trojani) : Marty Glickman
- Barnaby Metschurat : Joseph Goebbels
- Moe Jeudy-Lamour (VF : Diouc Koma) : Mel Walker
- David Kross (VF : Boris Sirdey ; VQ : Xavier Dolan) : Luz Long
- Marcus Bluhm (de) (VF : Pierre-François Pistorio) : Wolfgang Fürstner
- Glynn Turman (VF : Med Hondo) : Harry E. Davis
- Jonathan Higgins (VF : Nicolas Marié ; VQ : François Trudel) : Dean Cromwell
- Giacomo Gianniotti : Sam Stoller
- Dondre Octave : Ralph Metcalfe
- Jacob Andrew Kerr : Foy Draper
- Gaetan Normandin : Frank Wykoff
- Tony Curran (VQ : Louis-Philippe Dandenault) : Lawson Robertson
- Shamier Anderson : Eulace Peacock
- Jonathan Aris : Arthur Lill
- Tim McInnerny : général Charles
- Nicholas Woodeson : Fred Rubien
- Eli Goree (VF : Eilias Changuel ; VQ : Fayolle Jean Jr.) : David Albritton
- Adrian Zwicker (de) : Adolf Hitler
- Chantel Riley : Quincella
- Jon McLaren (en) : Trent
- Anthony Sherwood (en) : le révérend Ernest Hall
- Bruno Bruni junior (de) : Hans Ertl (de)

 Source et légende : version française (VF) sur RS Doublage ; version québécoise (VQ) sur Doublage.qc.ca

## Production

### Genèse et développement
Le film se base sur la légende racontant qu'Adolf Hitler, furieux de voir un Noir triompher, aurait refusé de serrer la main à Jesse Owens. Cette histoire est fausse puisque Jesse Owens affirme dans ses mémoires qu'Adolf Hitler ne l'avait pas snobé et lui avait fait un signe de la main lorsqu'il était passé devant sa loge.

### Attribution des rôles
En janvier 2014, on apprend que John Boyega est choisi pour endosser les costumes de Jesse Owens. En avril, ce dernier préfère s'engager sur le film Star Wars, épisode VII : Le Réveil de la Force (Star Wars: The Force Awakens, 2015) de J. J. Abrams. En mai, cet acteur est remplacé par le Canadien Stephan James. En juillet, on apprend que Jason Sudeikis et Jeremy Irons sont engagés pour incarner Larry Snyder, entraîneur de Jesse Owens, et Avery Brundage, président du Comité international olympique (CIO) ayant fortement combattu le boycott des Jeux olympiques d'été de 1936 organisés en Allemagne dans le contexte du nazisme et de la persécution des Juifs. En septembre 2014, on révèle que Carice van Houten incarne la réalisatrice, photographe et actrice allemande Leni Riefenstahl qui était invitée par Hitler à filmer les Jeux olympiques de Berlin en 1936 et qui en tirera un film documentaire Olympia. En octobre 2014, William Hurt se joint à la distribution dans le rôle de Jeremiah T. Mahoney (de), président d'Amateur Athletic Union.

### Tournage

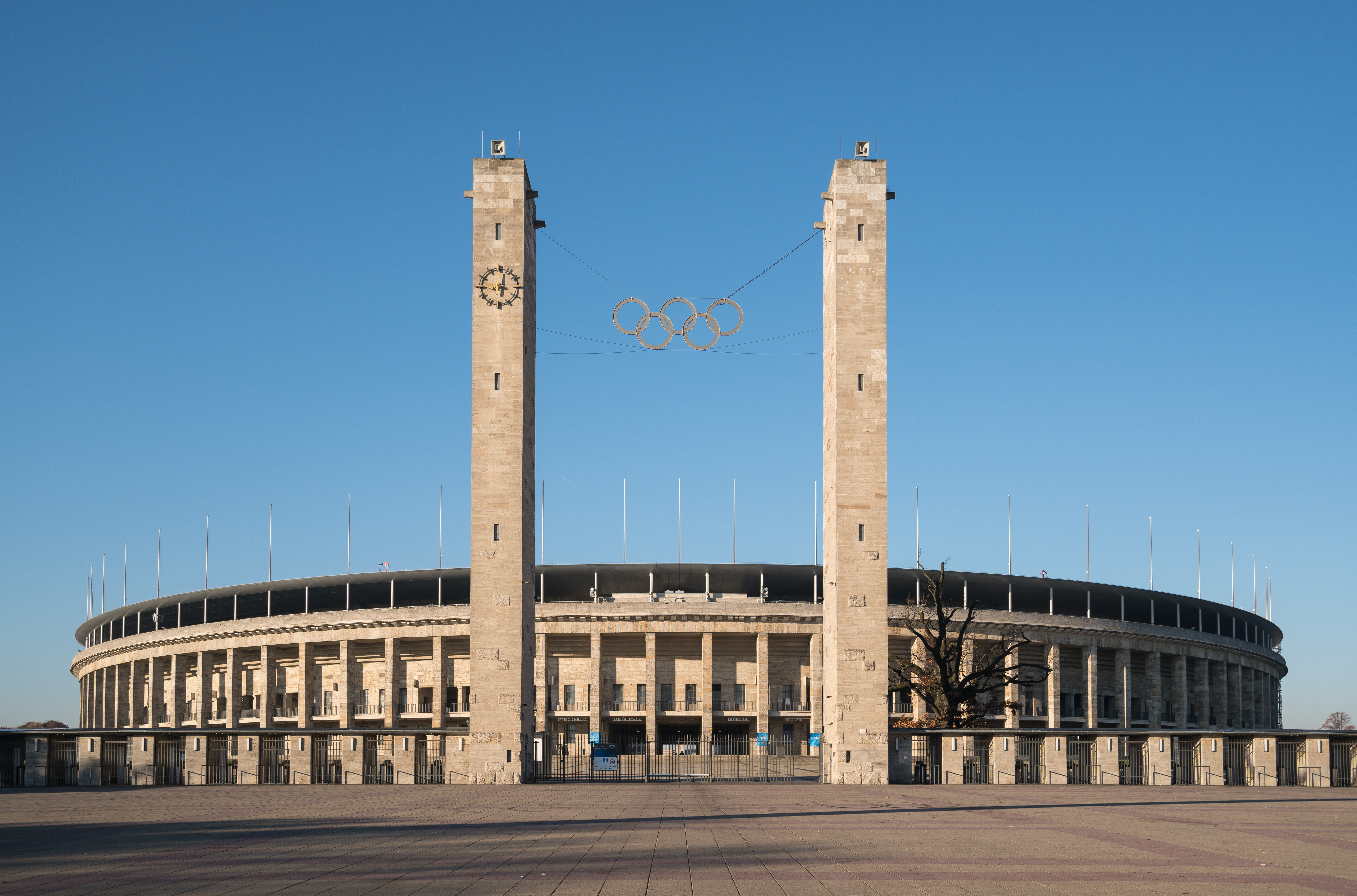
Le stade olympique de Berlin.

Le tournage débute le 24 juillet 2014 à Montréal, au Canada, ainsi qu'à Longueuil, pour les scènes se passant aux États‐Unis en passant au Vieux-Montréal pour le besoin des décors allemands et à Berlin, en Allemagne, pour le stade olympique.

## Accueil

### Sorties
Le 1er octobre 2014, Focus Features a originellement prévue une date de sortie, le 8 avril 2016. En août 2015, la date de sortie est repoussée au 19 février 2016.
Il sort le 19 février 2016 au Canada, par la distribution d'Entertainment One, le 5 mai en Allemagne, par SquareOne Entertainment et le 27 juillet en France, par LFR Films.

### Box-office
Le film recueille 19,2 millions de dollars en Amérique du Nord et 5,9 millions de dollars dans d'autres pays pour un total mondial de 25,1 millions de dollars.

## Distinctions

### Récompenses
- Leo Awards 2017 : meilleur acteur dans un second rôle dans un long métrage pour Eli Goree[18].
- Prix Écrans canadiens 2017[19],[20] :
  - Meilleur acteur pour Stephan James
  - Meilleur son pour Claude La Haye, Luc Boudrias and Pierre-Jules Audet
  - Meilleur montage son pour Pierre-Jules Audet, Jérôme Décarie, Michelle Cloutier, Stan Sakell, Jean-François Sauvé, Mathieu Beaudin, François Senneville, Luc Raymond et Jean-Philippe Saint-Laurent
  - Meilleurs effets visuels pour Martin Lipmann, Cynthia Mourou, Benoît Touchette, Jonathan Piché-Delorme et Frédéric Breault

### Nominations
- Prix Écrans canadiens 2017[19],[20] :
  - Meilleur film pour Louis-Philippe Rochon, Dominique Séguin, Jean-Charles Lévy et Luc Dayan
  - Meilleure direction artistique / décors pour David Brisbin, Isabelle Guay and Jean-Pierre Paquet
  - Meilleurs costumes pour Mario Davignon
  - Meilleur maquillage pour Natalie Trépanier and Réjean Goderre